# گامیاخ
گامیاخ (به لاتین: Gamiyakh) یک منطقهٔ مسکونی در روسیه است که در شهرستان نوولاکسکی واقع شده‌است.